# Albert Périlhou
 (décembre 2022).
Si vous disposez d'ouvrages ou d'articles de référence ou si vous connaissez des sites web de qualité traitant du thème abordé ici, merci de compléter l'article en donnant les références utiles à sa vérifiabilité et en les liant à la section « Notes et références ».
Albert Périlhou, né à Daumazan-sur-Arize (Ariège), le 2 avril 1846 et décédé à Tain-l'Hermitage (Drôme), le 26 août 1936, est un compositeur, organiste et pianiste français.

## Biographie

### Formation
Fils de Justin Périlhou, organiste de Pézenas, qui laissa quelques pages de genre pour le piano, Albert Périlhou suit sa formation musicale à l'École Niedermeyer de Paris, où il est boursier de l'évêque de Pamiers Auguste Bélaval, 1860 à 1866. Il y est élève de Louis Niedermeyer, Gustave Lefèvre et Camille Saint-Saëns et fait sa scolarité en même temps que Gabriel Fauré, né une année plus tôt et boursier du même évêque. Quelque part, il est toujours dans l'ombre de son aîné. Il obtient dans cet établissement :
- en 1862, un premier prix de piano (Gabriel Fauré est prix d'excellence), et un prix d'orgue (Fauré obtient un accessit) ;
- en 1864, le premier prix de plain-chant et le second prix de composition (toujours derrière Fauré) ;
- en 1865, le premier prix d'orgue ;
- en 1865, le prix de composition (Gabriel Fauré a alors quitté l'école).

### Emplois
Il occupe son premier emploi à Pézenas (Hérault) en tant qu'organiste de l'église Saint-Jean ; la fabrique lui verse un traitement annuel de 800 francs, "à la charge par lui de donner pendant un jour de chaque semaine, une leçon de plain-chant de la durée de deux heures, aux chantres et aux enfants de chœur". Après une quinzaine d'années passées à Saint-Étienne en tant qu'organiste et professeur de piano (de 1868 à 1883), il enseigne de nouveau le piano au conservatoire de Lyon en 1883, tâche qu'il assurera jusqu'en 1889. Durant cette même période, il est organiste au Grand-Temple des Brotteaux où il inaugure l'orgue Joseph Merklin dont il est le tout premier titulaire. En 1888, il est appelé à Paris pour devenir conseiller artistique de la maison Érard. En 1889, il est nommé organiste à Saint-Séverin sur le nouvel instrument construit par John Abbey et il le restera durant 25 ans (jusqu'en 1914), laissant de temps à autre les claviers à Camille Saint-Saëns, Louis Vierne ou Gabriel Fauré. À partir de 1899, il eut pour suppléant Ermend Bonnal, présenté par Tournemire. On notera également une courte période en tant qu'organiste de Saint-Eustache au début de l'année 1906.
En 1910, il prend le poste de codirecteur de l'école Niedermeyer (avec Heurtel, gendre de Lefèvre), et il l'occupera jusqu'en 1914.
Il se retire alors à Tain-l'Hermitage où il meurt à l'âge de 90 ans.

### Albert Périlhou et la société musicale de son temps
Apprécié de bon nombre de musiciens de son temps, ami de Vierne, de Fauré, dont il sera le témoin lors de son mariage, ou de Saint-Saëns, Albert Périlhou est le dédicataire de plusieurs œuvres :
- La complainte de Louis Vierne, troisième pièce des Vingt-quatre pièces en style libre ;
- Le deuxième prélude et fugue op.109 de Camille Saint-Saëns, ainsi qu'une de ses poésies : Le Pays merveilleux ;
- Les Harmonies imitatives de Marie Jaëll pour piano (1877) ;
- Les trois sorties des Variae Preces de Charles Tournemire, écrites pour l'harmonium.

## L’œuvre

### Un «artiste duXVIIIesiècle»
Albert Périlhou avait un goût prononcé pour la rigueur formelle, qu'il développait avec au moyen d'une écriture délicate et élégante, parfois châtiée, ne cédant jamais à l'effet ou à la virtuosité gratuite. Son contrepoint est soigné, son expression contenue, à une époque plus encline aux mélodies faciles ou à certains "débordements" émotionnels. Il renouera également avec la tradition du "Livre d'Orgue", dénomination inusitée depuis la fin de l'Ancien Régime, et montre un très grand attachement à la registration de chaque pièce.
Ce style d'écriture, doublé d'une personnalité cultivée raffinée, fera écrire à Vierne dans ses mémoires qu’Albert Périlhou était un « artiste du XVIIIe siècle ». On ne sera dès lors pas étonné qu'on puisse le compter parmi les membres fondateurs de la Société des Instruments Anciens.
Mais si Périlhou regarde beaucoup vers les maîtres du passé, il n'en reste pas moins un musicien de son temps, notamment très influencé par la musique de César Franck, dont il utilise certaines tournures harmoniques ou formelles. Il était aussi reconnu comme un grand improvisateur.

### Catalogue (non exhaustif)
Albert Périlhou a laissé une abondante production pour le piano, l’orgue, l’orchestre et la voix, dont la majorité n'est plus édité. Son œuvre la plus jouée demeure sa ballade pour flûte (ou violon) et piano.

#### Musique d'orgue
- Livre d’orgue. Pièces simples composées spécialement pour le service ordinaire en sept livraisons (Heugel, 1899-1905) :
  - 1re livraison : 7 préludes et 3 transcriptions (J.S. Bach et Jules Massenet).
  - 2e livraison : 7 pièces, préludes et études et 3 transcriptions (Robert Schumann et J.S. Bach).
  - 3e livraison : 7 pièces,  Prélude et Marche et 3 transcriptions (Felix Mendelssohn et J.S. Bach).
  - 4e livraison : 7 pièces, Prélude, Cloches et 3 transcriptions (Thomas Arne et J.S. Bach).
  - 5e livraison : 3 pièces d’église (Le Cloître, Noël, Le jour des morts au Mont Saint-Michel), 3 Impromptus (orgue de salon), 5 transcriptions (2 préludes et 3 fugues du Clavier bien tempéré de J.-S. Bach).
  - 6e livraison : 6 Noëls, O salutaris, Adoremus, Andantino, Le Glas, 2 transcriptions de G.F. Haendel.
  - 7e livraison : 6 pièces, Impressions (basilique Saint-Sernin de Toulouse), Épithalame, Lamento, Barcarolle (pour orgue de salon), Nox (sans pédale).

#### Musique de chambre
- Ballade pour flûte (violon) et piano, dédiée à Paul Taffanel (Heugel)
- Chanson de Guillot Martin, édition pour harpe de Marcel Grandjany (Heugel)
- Fantaisie pour 2 pianos
- Quatuor à cordes
- Quintette à cordes
- Chanson du XVIe siècle pour violoncelle et piano
- Marche funèbre

#### Musique vocale
- Mélodies, dont :
  - La Vierge à la crèche
  - Nell, pour voix haute et piano, 1898 : Paris, Éd. 'Au Ménestrel' Heugel
  - L'Hermite
  - Villanelle
  - Le Vitrail
- Motets
- Psaume
- Heureuses Funérailles, pour chœur
- Chants de France. Vieilles chansons françaises harmonisées et orchestrées : Musette du XVIIe, Chanson à danser, Margoton, Complainte de Saint Nicolas, Pastorale, Le premier jour de May, Brunette, Chanson de Guillot Martin, Ronde populaire et Trimousett.

#### Musique d'orchestre
- Première Fantaisie pour piano et orchestre (et orgue ad. lib.) (Durand)
- Seconde Fantaisie pour piano et orchestre
- Concerto pour flûte et orchestre
- Deux chansons populaires de Clément Marot (transcription)
- Scènes gothiques (dont Le jour des morts au Mont Saint-Michel)
- Scènes d’après le folklore des provinces de France
- Carillon Flamand
- Suite Française (première audition en 1905 à Dieppe)
- Une veillée en Bresse
- Une fête patronale en Velay
- Divertissement pour instruments à vent